# گرنیکا ۲۲۹۳
سیارک ۲۲۹۳ (به انگلیسی: 2293 Guernica، نامگذاری:1977EH1) دو هزار و دویست و نود و سومین سیارک کشف شده‌است که در ۱۳ مارس ۱۹۷۷ کشف شد.
قدر مطلق سیارک برابر ۱۰٫۹۰ است.